# 풍북초등학교
풍북초등학교(豊北初等學校)는 대한민국 경상북도 안동시에 있는 초등학교다.

## 학교 연혁
- 1928년 6월 1일 풍북공립보통학교 개교
- 1938년 4월 1일 풍북공립심상소학교로 교명 변경
- 1941년 4월 1일 풍북공립국민학교로 교명 변경
- 1969년 11월 25일 신양분교장, 안양국민학교로 독립
- 1981년 3월 7일 병설유치원 개원
- 1996년 3월 1일 풍북초등학교 교명 변경
- 2013년 2월 15일 제85회 졸업 (남2, 여1, 3명, 총 7,565명)
- 2013년 9월 1일 제30대 박태동 교장 부임
- 2014년 2월 14일 제86회 졸업 (남5, 여5, 10명, 총 7,575명)